# Malaysiakini
Malaysiakini (chiń. 当今大马) – malezyjski portal internetowy o charakterze informacyjnym.
Strona została uruchomiona w 1999 roku. Jest dostępna w czterech wersjach językowych: angielskiej, malajskiej, chińskiej i tamilskiej.
W ciągu miesiąca serwis odnotowuje ponad 20 mln wizyt. W październiku 2021 r. był 41. stroną WWW w kraju pod względem popularności (według danych Alexa Internet).